# Comp

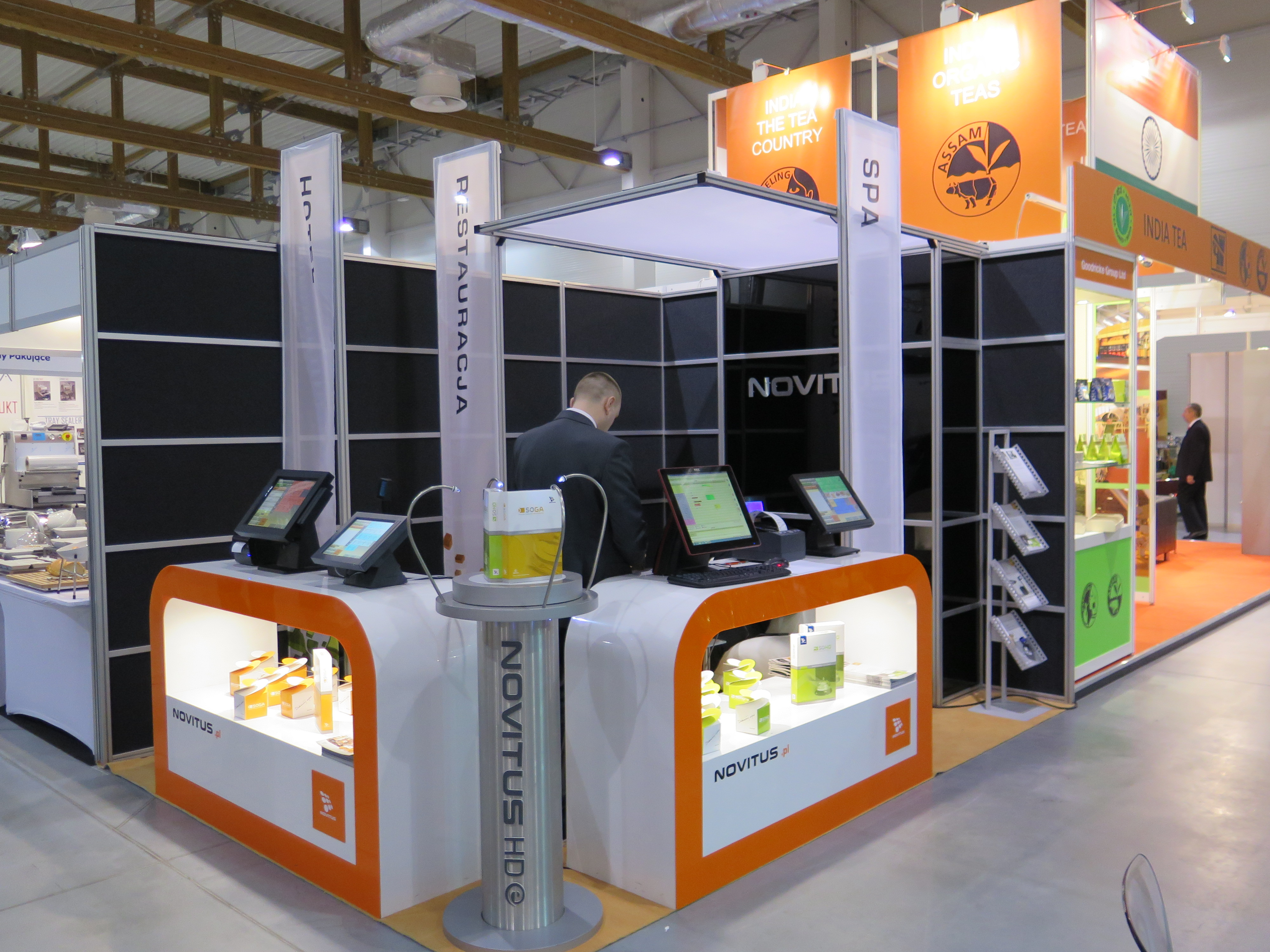
Terminale POS marki Novitus podczas targów HORECA 2014 w Krakowie

Comp (Comp SA) – spółka specjalizująca się w rozwiązaniach dedykowanych dla handlu i usług oraz rozwiązaniach z zakresu bezpieczeństwa IT, sieciowego i kryptografii.

## Opis
Przedsiębiorstwo koncentruje się na produkcji i dystrybucji zintegrowanych systemów elektroniczno-informatycznych oraz urządzeń elektronicznych, m.in.: kasy i drukarki, czytniki kodów kreskowych, kolektory (terminale) danych, systemy POS, oprogramowanie, outsourcing IT, systemy sprzedaży, wagi, czytniki, urządzenia dla taksówek. Przedsiębiorstwo zajmuje się także systemami rozliczeń bezgotówkowych oraz serwisem urządzeń takich producentów jak Dell, HP, Toshiba oraz wielu innych.

### Marka Novitus
Nazwę Novitus początkowo nosiło odrębne od Comp SA przedsiębiorstwo będące wówczas częścią grupy kapitałowej Optimus. Swoją działalność przedsiębiorstwo rozpoczynało pod nazwą Optimus IC w 1994, która w 2005 została zmieniona na Novitus. Spółka była notowana na Giełdzie Papierów Wartościowych w Warszawie od 22 grudnia 2005 do 29 listopada 2011. W 2007 r. rozpoczęła budowę swojej grupy kapitałowej poprzez zakup spółki Insoft. W 2011 roku Comp przejął kontrolę nad spółką Novitus. Przejęcie kontroli nastąpiło w związku z zawarciem szeregu transakcji zakupu akcji Novitus, które zostały rozliczone 18 kwietnia 2011. Obecnie Novitus funkcjonuje w ramach Comp SA, jako Oddział Nowy Sącz, Novitus – Centrum Technologii Sprzedaży.